# Ruellia biolleyi
Ruellia biolleyi är en akantusväxtart som beskrevs av Gustav Lindau. Ruellia biolleyi ingår i släktet Ruellia och familjen akantusväxter. Inga underarter finns listade i Catalogue of Life.